# Chlorops alpicolus
Chlorops alpicolus är en tvåvingeart som beskrevs av Becker 1910. Chlorops alpicolus ingår i släktet Chlorops och familjen fritflugor. Inga underarter finns listade i Catalogue of Life.